# Ubre Blanca
Ubre Blanca (1972–1985) là một con bò ở Cuba nổi tiếng với khả năng sản xuất sữa phi thường. Con bò này, cùng với các đồn điền cà phê "Cordón de La Habana", hệ thống đồng cỏ Voisin, và hệ thống tưới tiêu bằng tia nước siêu nhỏ, tượng trưng cho những nỗ lực của lãnh tụ Fidel Castro nhằm hiện đại hóa nền kinh tế nông nghiệp Cuba. Tên gọi Ubre Blanca trong tiếng Tây Ban Nha được dịch theo tiếng Anh là "vú trắng".

## Sản lượng sữa
Fidel Castro đã giám sát trực tiếp hoạt động nuôi dưỡng Ubre Blanca, trong một khu chuồng trại đầy đủ tiện nghi ở Neuva Gerona, thức ăn được đổi mới mỗi ngày và cho nghe nhạc để giảm thiểu tình trạng căng thẳng. Ubre Blanca đã sản xuất 109,5 lít sữa vào ngày 25 tháng 1 năm 1981, nhiều hơn bốn lần so với sản lượng sữa thông thường của một con bò, lập kỷ lục Guinness thế giới về sản lượng sữa cao nhất trong một ngày. Kỷ lục này được giữ trong 39 năm cho đến khi bị một con bò ở Brazil phá vỡ vào ngày 3 tháng 8 năm 2019. Con bò này cũng đã sản xuất 24.268,9 lít sữa trong chu kỳ tiết sữa, 305 ngày cho con bú, kết thúc vào tháng 2 năm 1982, cũng lập nên kỷ lục Guinness thế giới. Con bò này là giống lai giữa bò Hà Lan và bò u.

## Truyền thông đưa tin
Fidel Castro đã nhắc đến năng suất khổng lồ của Ubre Blanca trong các bài phát biểu như bằng chứng về kỹ năng chăn nuôi vượt trội của chủ nghĩa cộng sản, và những thành tựu của con bò này thường được báo chí Cuba đưa tin. Ông dùng hình ảnh chú bò này là phương tiện để cho thế giới, đặc biệt là Mỹ, nhận biết về sự phát triển công nghệ của Cuba. Đối với nhiều người Cuba, Ubre Blanca gợi lại ký ức về thời kỳ trước kia gọi là "Thời kỳ Đặc biệt". Kể từ khi Liên Xô sụp đổ, đàn bò sữa Cuba không còn được bao cấp, đã giảm mạnh, gây ra tình trạng thiếu sữa trầm trọng.

## Cái chết
Năm 1985, Ubre Blanca bị an tử khi khoảng 13 tuổi (không rõ tuổi chính xác). Con vật được đưa tiễn bằng nghi thức quân đội trang trọng. Tờ báo Granma của Đảng Cộng sản Cuba đã tưởng niệm cái chết của con bò này bằng điếu văn và cáo phó nguyên trang rằng: "Cô ấy đã cống hiến tất cả cho nhân dân". Thợ nhồi bông đã nhồi xác Ubre Blanca và đặt thân xác vào một tủ kính có kiểm soát nhiệt độ ở lối vào của Trung tâm Y tế Gia súc Quốc gia, cách khu phố cổ La Habana khoảng 45 phút lái xe; tại nơi đây vẫn còn đặt để tưởng niệm. Ubre Blanca được vinh danh tại quê hương là thành phố Nueva Gerona, tại đây đã dựng một bức tượng đá cẩm thạch để tưởng nhớ chú bò này. Kể từ khi con bò này chết, giới khoa học Cuba đã không thành công khi nhân bản Ubre Blanca bằng cách sử dụng các mẫu mô đông lạnh.

## Thơ ca
Trong bài thơ Ganadería, nhà thơ sống lưu vong người Cuba Ricardo Pau-Llosa kể lại câu chuyện về Ubre Blanca như một ẩn dụ về sự trỗi dậy nắm quyền của Castro.